# Sentai Filmworks
Sentai Filmworks, LLC (também conhecido simplesmente como Sentai) é uma empresa americana de licenciamento de anime localizada em Houston, no Texas. Foi formada em 2008 por John Ledford, ex-CEO da AD Vision. Seus escritórios estão localizados no Distrito Internacional no sudoeste de Houston.

## História
Fundada em 2008, Sentai começou a lançar seus primeiros títulos, que incluíam Clannad, Princess Resurrection, Indian Summer, Appleseed e Mahoromatic (anteriormente licenciado por Geneon). Os títulos da empresa foram inicialmente distribuídos pela ADV Films. Em 1 de setembro de 2009, a AD Vision fechou suas portas e vendeu seus ativos, que incluíam a transferência dos direitos de distribuição para a Section23 Films.
Em 4 de julho de 2013, durante seu painel de indústria na Anime Expo, a Sentai Filmworks anunciou seus planos de lançar uma série de títulos clássicos da Tatsunoko Production. A lista atual de títulos lançados pela parceria inclui a série e filme Gatchaman original, Time Bokan: Royal Revival e Casshan, e mais títulos se seguiram.
A Sunrise anunciou um acordo de licenciamento com a Sentai Filmworks que incluía vários títulos da biblioteca da Sunrise anteriormente licenciados pela Bandai Entertainment durante seu painel Otakon em 8 de agosto de 2013.
Em 2014, o Sentai abriu sua unidade interna de localização e gravação, o Sentai Studios.
Em 1 de junho de 2015, o Sentai anunciou em seu site que Akame ga Kill! foi pego pela Adult Swim para transmissão em seu bloco Toonami, quase uma semana após seu anúncio na MomoCon 2015. O programa começou a ser veiculado em 8 de agosto de 2015 e sua noite de estreia foi um dos programas mais assistidos da história do bloco, com mais de 1,8 milhão de espectadores. Mais tarde naquele ano, Parasyte-the maxim-, estreou em 3 de outubro. O Sentai divulgou o momento em que os dois programas vão ao ar como "#SentaiHour" nas redes sociais. Em 6 de julho de 2019, Food Wars!: Shokugeki no Soma foi anunciado que seria transmitido no Toonami.
Em março de 2017, a Sentai assinou um acordo com a Amazon para transmitir a maioria de seus novos licenciados exclusivamente em seu canal Anime Strike no Amazon Prime Video nos Estados Unidos, começando com a temporada de primavera de 2017. Depois que o Anime Strike foi encerrado no início de 2018, todos os títulos anteriormente exclusivos do serviço foram disponibilizados para assinantes do Amazon Prime nos Estados Unidos sem custo extra.
Em 18 de julho de 2019, a Sentai Filmworks lançou um apelo GoFundMe após o ataque incendiário na Kyoto Animation. Com uma meta de US $ 750.000, ultrapassou a marca de doação de US $ 1 milhão nas primeiras 24 horas e atingiu US $ 2.370.910 no fechamento.
Em 1 de agosto de 2019, a controladora da Sentai Filmworks, Sentai Holdings, LLC anunciou que o Cool Japan Fund investiu US$30 milhões por ações da empresa, afirmando que "o status independente da Sentai o torna uma raridade na América do Norte como licenciador de anime japonês". Em 30 de setembro de 2020, o Cool Japan Fund fez um adicional de US$3.6 milhões
disponíveis, informando que o Sentai alcançou melhores resultados financeiros em 2019 em relação a 2018, com planos de crescimento de médio e longo prazo e mudanças estratégicas após a pandemia de COVID-19.
Em 5 de setembro de 2020, a Crunchyroll anunciou que havia firmado uma parceria com a Sentai Filmworks para distribuir títulos licenciados da Crunchyroll em vídeo doméstico e venda eletrônica, com Granbelm, Food Wars!: Shokugeki no Soma: The Fourth Plate, Ascendance of a Bookworm e World Trigger foram os primeiros títulos distribuídos através da parceria.

## Distribuição estrangeira
A Sentai Filmworks não licencia diretamente suas propriedades fora das Américas, mas, em vez disso, sublicencia para outras empresas. Em 2011, a MVM Entertainment licenciou Mahoromatic: Something More Beautiful após o relançamento da série de Sentai, e fez o mesmo com Broken Blade.
Em março de 2018, foi revelado que a Sentai detém os direitos de distribuição do filme No Game, No Life: Zero que a empresa cedeu à distribuidora mexicana Madness Entertainment. Foi revelado que eles encomendaram diretamente uma versão dublada em espanhol para o filme. Em 15 de março, a Sentai anunciou a aquisição da Alice ou Alice para a Espanha e Portugal. Entre dezembro de 2019 a dezembro de 2020, seis títulos da Sentai foram lançados na Netflix com dublagem em português, incluindo a série e filme de No Game, No Life.

## Títulos notáveis
- Akame ga Kill!
- Azumanga Daioh
- And Yet the Town Moves
- The Big O
- Bloom Into You
- Clannad
- Cross Ange
- Elfen Lied
- Food Wars!: Shokugeki no Soma
- Haikyū!!
- Sakamoto desu ga?
- DanMachi: É errado tentar pegar garotas numa masmorra?
- K-On!
- Legend of the Galactic Heroes
- Love, Chunibyo & Other Delusions
- Made in Abyss
- My Teen Romantic Comedy SNAFU
- No Game No Life
- Parasyte: The Maxim
- To Love-Ru
  -  To Love-Ru Darkness
- WataMote

## HIDIVE
Após a descontinuação do Anime Network Online, a HIDIVE LLC, uproma nova empresa não afiliada à Anime Network, adquiriu os ativos do serviço e os transformou em um novo serviço de streaming chamado HIDIVE. As assinaturas anteriores do Anime Network Online foram migradas para o HIDIVE.
HIDIVE é a transportadora exclusiva de títulos licenciados selecionados da Sentai e da Section23. Após o encerramento do Anime Strike, o HIDIVE começou a transmitir títulos que antes eram exclusivos do serviço anterior.
Em 21 de julho de 2017, a HIDIVE anunciou que o serviço passaria a oferecer títulos de anime selecionados com legendas em espanhol e português.
Em abril de 2018, a HIDIVE começou a oferecer "dubcasts" para competir com o programa simuldub da Funimation. Semelhante aos simuldubs, o HIDIVE transmite dubs de títulos simulcast aproximadamente duas a três semanas após a transmissão inicial em japonês.
Em 18 de outubro de 2018, VRV anunciou que HIDIVE lançaria um canal em seu serviço. O canal da HIDIVE substituiu o da Funimation, que saiu do serviço em 9 de novembro de 2018.